# Aszkalóni Antiokhosz
Aszkalóni Antiokhosz (ógörögül: Άντίοχος ὁ Ἀσκαλώνιος), (Askelón, i. e. 125 körül – Szíria, i. e. 68 körül) ókori görög akadémikus filozófus.
Antiokhosz Larisszai Philón tanítványa volt, és életét Athénben, Alexandriában, illetve Rómában töltötte. Több híres római, így Varro, Brutus, Cicero tanítója volt. Cicero jegyezte fel tanításait is (Cic. acad. 2, 19 s k.). Filozófiájában igyekezett a sztoikusok tanítását az Akademiáéval összeegyeztetni.